# Hypnum acinacifolium
Hypnum acinacifolium là một loài Rêu trong họ Hypnaceae. Loài này được Hampe mô tả khoa học đầu tiên năm 1851.